# دربد
دربد (پارسی میانه: darbed) یکی از مقام‌های ایران ساسانی بود که می‌توان تأیید کرد که دارنده این عنوان موقعیت دروازه‌بان را داشته‌است. این واژه از واژه پارسی باستان *dvara-pati- به معنای «ارباب دروازه» آمده‌است. وی وظیفه کنترل ورود و خروج بازدیدکنندگان از کاخ سلطنتی و جلوگیری از ورود متجاوزان را بر عهده داشته‌است. می‌توان نتیجه گرفت که وی رئیس یک گروه از نگهبانان زیرمجموعه بوده‌است.
از این مقام در سنگ‌نوشته شاپور یکم بر کعبه زرتشت یاد شده و فردی به نام بابک دارندهٔ آن است. در سنگ‌نوشته ابنون نیز از اسپیز به نام دربد یاد شده است.